# Șcerbanivka, Obuhiv
Șcerbanivka (în ucraineană Щербанівка) este o comună în raionul Obuhiv, regiunea Kiev, Ucraina, formată numai din satul de reședință.

## Demografie
Componența lingvistică a comunei Șcerbanivka
     Ucraineană (93%)
     Rusă (6,17%)
     Alte limbi (0,82%)
Conform recensământului din 2001, majoritatea populației comunei Șcerbanivka era vorbitoare de ucraineană (93%), existând în minoritate și vorbitori de rusă (6,17%).